# باشگاه فوتبال بولیوار
باشگاه فوتبال بولیوار یا کلوب بولیوار (اسپانیایی: Club Bolívar‎) یک باشگاه فوتبال در شهر لاپاز، بولیوی است.
این باشگاه که در سال ۱۹۲۵ تاسیس شده سابقه ۳۱ قهرمانی در لیگ دسته اول فوتبال بولیوی را در کارنامه دارد.